# Лагомарзино (Ђенова)
Лагомарзино је насеље у Италији у округу Ђенова, региону Лигурија.
Према процени из 2011. у насељу је живело 68 становника. Насеље се налази на надморској висини од 222 м.